# Luis Ramírez (director artístico)
Luis Ramírez (Madrid, 1968-30 de abril de 2004), director artístico español e impulsor del teatro musical en España.

## Biografía
Luis Ramírez, titulado en Ingeniería de Caminos y Puertos, comenzó su relación con el mundo del teatro a raíz de la rehabilitación del Teatro Lara en el año 1996 y fundar la productora «Pigmalión».
Falleció en el año 2004, a causa de cáncer de colon a la edad de 39 años. Estaba casado y con tres hijas, y su capilla ardiente fue instalada en el Tanatorio-Cementerio de La Paz.

## Producción
| Tipo             | Nombre                  | Local               | Año                | Ciudad (País)                       | Protagonistas                                                                   |  |
| ---------------- | ----------------------- | ------------------- | ------------------ | ----------------------------------- | ------------------------------------------------------------------------------- |  |
| Musical          | El hombre de La Mancha  | Teatro Lope de Vega | 1997               |                                     | Paloma San Basilio y José Sacristán                                             |  |
| Musical          | Hermanos de sangre      | Teatro Nuevo Apolo  |                    |                                     |                                                                                 |  |
|                  | La jaula de las locas   |                     |                    |                                     |                                                                                 |  |
|                  | Doce hombres sin piedad |                     |                    |                                     |                                                                                 |  |
|                  | Musical infantil        | Peter Pan           | Teatro Nuevo Apolo | 1998(Madrid)/1999 (Gira por España) |                                                                                 |  |
| Musical infantil | Annie                   | Teatro Nuevo Apolo  | 2001               |                                     |                                                                                 |  |
| Obra             | Pop corn                |                     |                    |                                     | dirigida por Juanma Bajo Ulloa                                                  |  |
| Musical          | Grease                  |                     |                    | Madrid (España)                     |                                                                                 |  |
| Musical          | La magia de Broadway    | Teatro Lara         | 1999               |                                     | Mia Patterson, Pablo Abraira ,Beatriz Luengo y Pedro Ruy Blas con Marta Sánchez |  |
| Musical          | Jekyll y Hyde           | Teatro Nuevo Apolo  | 2000               | Madrid (España)                     | Raphael y Beatriz Luengo                                                        |  |

## Filmografía como director artístico
- Días de cine - 2007
- Horas de luz - 2004
- No somos nadie - 2002
- Buñuel y la mesa del rey Salomón - 2001
- Lázaro de Tormes - 2001
- Las cosas del querer II -	1995

## Premios
- XV edición de los Premios Goya, candidato al Premio Goya a la mejor dirección artística